# Hühnerberg bei Tiefenlauter
Koordinaten: 50° 20′ 5″ N, 10° 58′ 47″ O
Das Naturschutzgebiet Hühnerberg bei Tiefenlauter liegt im oberfränkischen Landkreis Coburg in Bayern.
Es erstreckt sich östlich von Tiefenlauter, einem Ortsteil der Gemeinde Lautertal. Westlich des Gebietes fließt der Lauterbach, ein rechter Zufluss der Itz, und verläuft die Kreisstraße CO 27. Südlich erstreckt sich das 191,75 ha große Naturschutzgebiet Lauterberg und südöstlich das 27,66 ha große Naturwaldreservat Schwengbrunn. Nordöstlich verläuft die Landesgrenze zu Thüringen.

## Bedeutung
Das rund 57 ha große Gebiet mit der NSG-00482.01 wurde im Jahr 1994 unter Naturschutz gestellt. Es handelt sich um einen "naturnahen und artenreichen Laubwald mit Saumbereichen und vorgelagerten Halbtrockenrasen." Es bietet eine "Vielfalt an Pflanzen und Tieren auch seltener, empfindlicher und gefährdeter Arten."